# Bowles West Peak
Bowles West Peak är en bergstopp i Antarktis. Den ligger i Sydshetlandsöarna. Argentina, Chile och Storbritannien gör anspråk på området. Toppen på Bowles West Peak är 501 meter över havet.
Terrängen runt Bowles West Peak är varierad. Trakten är glest befolkad. Närmaste befolkade plats är St. Kliment Ohridski Base, 7,0 kilometer väster om Bowles West Peak. 